# 祈德河
祈德河是加拿大安大略省南部的一條河流，發源於奧蘭治維爾及卡利登東附近的尼亞加拉斷崖之上，在密西沙加的祈德港注入安大略湖。流域面積約1,000平方（390平方英里）。河流及其支流的總長度超過1,500（930英里）。

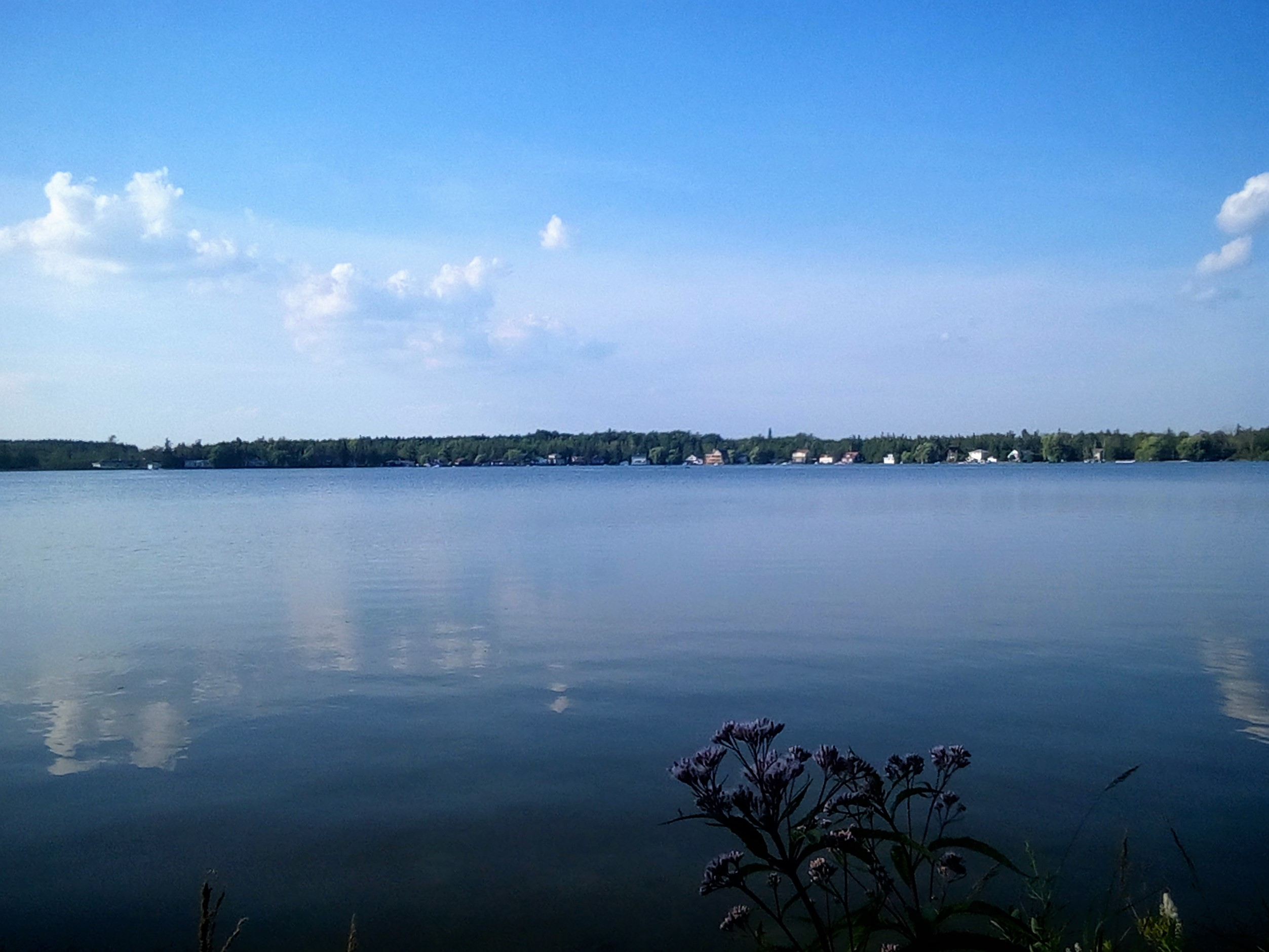
卡利登湖位於祈德河的源頭

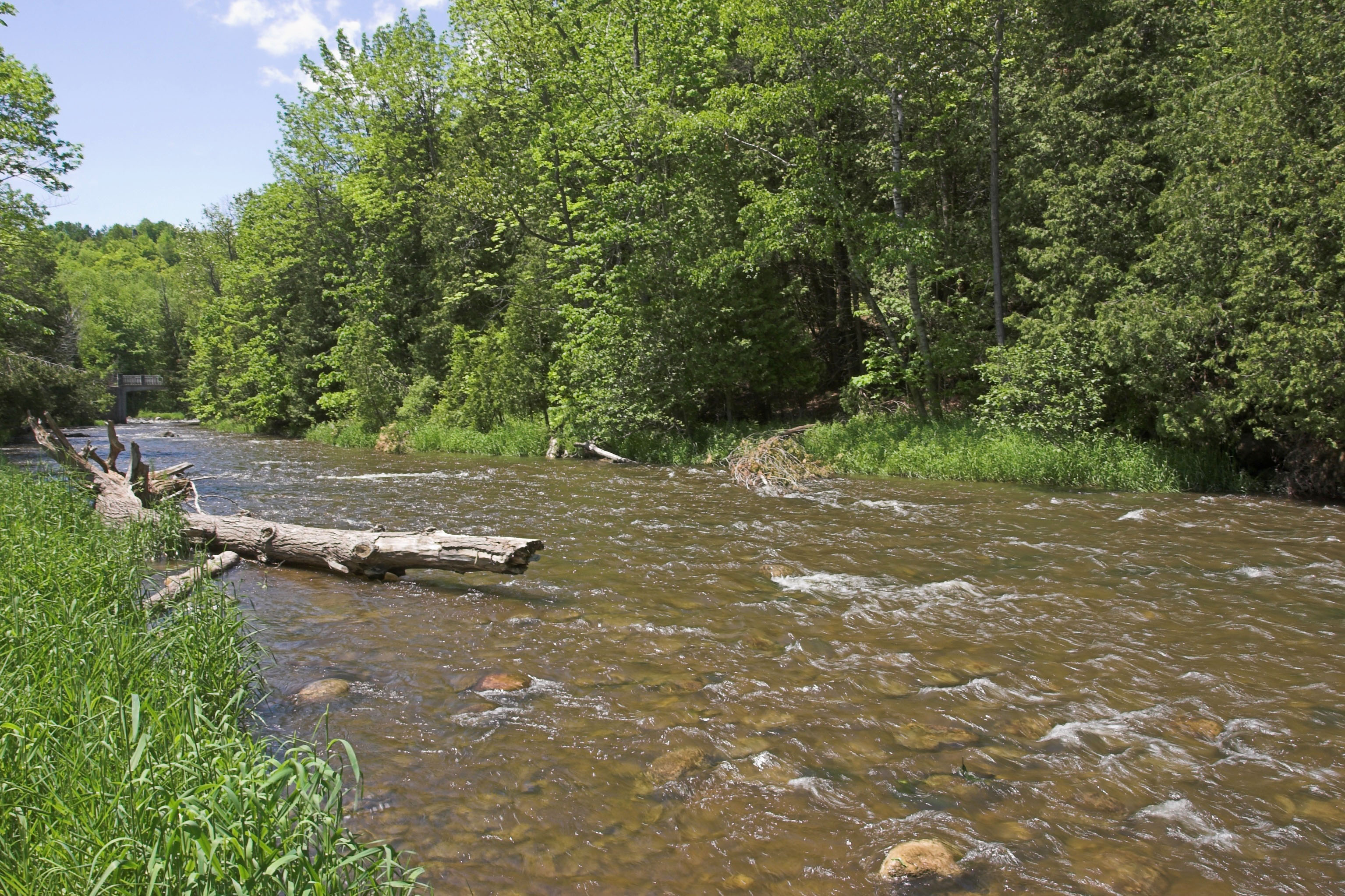
貝爾方丹（Belfountain）附近的祈德河

祈德河流經的地區包括：
- 賓頓
- 密西沙加
- 莧菜鎮（英语：Amaranth, Ontario）
- 卡利登
- 東加拉法沙（英语：East Garafraxa）
- 荷頓山
- 莫諾（英语：Mono, Ontario）
- 奧蘭治維爾

## 來源
- Smith, Donald B. . 1987.

## 外部連結
- Fishing the Credit River （页面存档备份，存于） Steelhead, Salmon and Trout
- Credit Valley Conservation （页面存档备份，存于）